# Zapamiętywanie
Zapamiętywanie – jest to czynność i pierwsza faza procesu pamięciowego tzw. faza nabywania określonej formy zachowania lub przyswojenia tego, co na daną jednostkę oddziałuje. Zapamiętywanie może mieć postać jednego aktu spostrzeżeniowego lub być złożoną aktywnością.
Zobacz też: kodowanie (psychologia), przechowywanie.